# Claudia Rumondor
Claudia Rumondor (Zaandam, 9 mei 1983) is een Nederlandse componiste van Indonesische afkomst.

## Opleiding en werk
Rumondor studeerde compositie aan het Conservatorium van Amsterdam bij Daan Manneke, Wim Henderickx en Theo Loevendie, en Media en Cultuur en Musicologie aan de Universiteit van Amsterdam. Ze kreeg harplessen van Anke Bottema, Gertru Pasveer en Alexandre Bonnet. Sinds 2009 studeert zij gamelan bij Elsje Plantema.
Rumondor studeerde als eerste Amsterdamse componist af met een lesbevoegdheid in Compositie. Tijdens haar masteropleiding ontving zij van het Conservatorium van Amsterdam een Top Talentenbeurs in het honneursprogramma om haar onderzoek naar compositiemethodiek voort te zetten. Dit resulteerde in de thesis Componeren kun je leren leren. Een richtlijn voor het begeleiden van jong compositietalent.
Naast haar werk als componist is Rumondor als compositiedocent verbonden aan FluXus centrum voor de kunsten Zaanstad. Vanuit FluXus is zij tevens als harp- en gamelandocent betrokken bij het educatieve project Muziek maakt School onder artistieke leiding van Erik van Deuren.

## Selectie Composities
- 2011 Alas Roban: (very) long ride in a (somewhat) fast machine, voor orkest; geschreven voor het Ricciotti Ensemble
- 2010 Bawang Putih en Bawang Merah, voor verteller en ensemble; geschreven voor Orkest 'de ereprijs' met financiële ondersteuning van het Fonds Podiumkunsten
- 2009 Silat, voor gamelanensemble
- 2009 "And maybe I seem a bit confused" Blues, voor piano solo; geschreven voor Marcel Worms
- 2009 Brandpunt, voor saxofoonkwartet en trombonekwartet; in opdracht van het Aurelia Saxofoon Kwartet en het Nieuw Trombone Collectief
- 2008 Van de regen en de drup, voor aquadrup en ensemble; in opdracht van het Nieuw Ensemble voor het project Eurekafoon!
- 2008 WARP, voor ten minste 250 harpen; in opdracht van het 10th World Harp Congress
- 2008 Op dagen van licht, voor mezzosopraan en blazersensemble; op teksten van de componist
- 2008 Volledig Stuk, geschreven voor saxofonist Johan van der Linden
- 2008 Tenaga Dalam, geschreven voor het Nieuw Ensemble
- 2007 De boose supermodel, 1-minuut opera voor YO! Opera
- 2005 Flos Virginum, voor kamerkoor; in opdracht van het Internationaal Koren Festival 2005
- 2005 Under Construction, voor marimba
- 2004 Claud's, voor harp; in opdracht van het 4e Nederlands Harpconcours
- 2004 Pyroclastic Stream, voor symfonieorkest
- 2003 De Uren, voor mezzosopraan en piano; op teksten van Alfred Schaffer
- 2001 MARS Ancile, voor spreekstem en ensemble
- 2000 Chrondule, voor fuit en harp
- 1999 Uit de boom vandaan, voor bariton en piano; op teksten van Stefaan Van den Bremt
- 1998 Chris, voor ensemble

Rumondors composities werden gespeeld door onder andere het Nederlands Blazers Ensemble, het Nieuw Ensemble, Holland Symfonia, het Erasmus Kamerkoor, Wilmar de Visser, Anton Sie en Johan van der Linden.
Haar muziek kenmerkt zich door een schijnbare simpliciteit, die vraagt om een lucide en persoonlijke vertolking. Daarbij schuwt zij het gebruik van buitenmuzikale middelen niet, zolang deze in dienst staan van de muziek.

## Prijzen en onderscheidingen
- 2008 Publieksprijs Henriëtte Bosmansprijs 2008 met Tenaga Dalam
- 2004 Finaleplaats Project Jonge Componisten met Pyroclastic Stream
- 2002 Benoeming Nieuwe Nederlandse Schubertiaanse Lied met de revisie van Uit de boom vandaan
- 2001 Eerste prijs Prinses Christina Concours met MARS Ancile
- 2000 Derde prijs Flutonicon Compositieconcours met Chrondule

## Overige activiteiten
Sinds haar studie vervulde Rumondor verscheidene bestuurlijke taken. Zo richtte zij in 2006, samen met componiste Sinta Wullur en Dick de Groot, de Stichting Jan Rokus van Roosendael op. Zij is tevens secretaris van deze stichting. Sinds 2010 is zij tevens bestuurslid van het Genootschap van Nederlandse Componisten (GeNeCo) en de Stichting Tera de Marez Oyens Fonds.
Rumondor werkte tijdens haar studies als recensent voor het Noordhollands Dagblad, webmaster van de jongerensite van het Nederlands Blazers Ensemble, jongNBE.nl en als coördinator Artist in Residence van Bart Schneemann aan het Conservatorium van Amsterdam.
In haar vrije tijd schrijft Rumondor gedichten, die verschillende malen met een prijs bekroond werden. Zo was zij onder meer winnaar tijdens de Zaanse Cultuurmarkt 1999 en werd ze genomineerd voor het UvA Cultureel Festival 2005. Gedichten van haar werden gepubliceerd in de bundels Verbeelding. Wat moet ik me daar nou bij voorstellen?, Verder geen vragen en DRIE.